# سباستین پینیرا
میگل خوآن سباستین پینیِرا (اسپانیایی: Miguel Juan Sebastián Piñera Echenique‎, اسپانیایی: [miˈɣel ˈxwan seβasˈtjan piˈɲeɾa etʃeˈnike] ()؛ ۱ دسامبر ۱۹۴۹ – ۶ فوریهٔ ۲۰۲۴) بازرگان و سیاستمدار اهل شیلی بود که از سال ۲۰۱۰ تا ۲۰۱۴ و دوباره از ۲۰۱۸ تا ۲۰۲۲ به عنوان رئیس‌جمهور شیلی فعالیت کرد. او فرزند یک سیاستمدار و دیپلمات مسیحی دموکرات بود. سباستین پینیرا مدیریت بازرگانی را در دانشگاه کاتولیک پاپی شیلی و اقتصاد را در دانشگاه هاروارد فرا گرفت. بر اساس گزارش فوربز پینیرا در زمان مرگ، دارایی خالص برابر ۲٫۷ میلیارد دلار آمریکا داشت که او را به سومین فرد ثروتمند در شیلی و ۱۱۷۷امین فرد ثروتمند در جهان تبدیل کرد.
پینیرا در سال ۲۰۱۰ با کسب ۵۱٫۶۱ درصد آرا با ائتلاف راست میانه که شعار خود را تغییرات بنیادی در شیلی برگزیده بود به قدرت رسید. رقیب اصلی او «ادواردو فری» نامزد چپ‌گرا بود. همچنین پینیرا جانشین میچل باچله؛ نخستین رئیس‌جمهور زن شیلی که بین سال‌های ۲۰۰۶ تا ۲۰۱۰ ریاست این کشور را بر عهده داشت، شد.
میراث دو دولت پینیرا شامل بازسازی پس از زمین‌لرزه ۲۰۱۰ شیلی، نجات ۳۳ معدنچی گرفتار شده در حادثه ۲۰۱۰ معدن سن خوزه، واکنش سریع به دنیاگیری کووید-۱۹، و قانونی شدن ازدواج همجنس در شیلی در سال‌های ۲۰۲۱–۲۰۲۲ می‌شود. پینیرا پس از ترک قدرت در سال ۲۰۲۲ روابط دوستانه‌ای با رئیس‌جمهور جدید چپگر گابریل بوریک که قبلاً منتقد پینیرا بود برقرار کرد. او در ۷۴ سالگی بر اثر سقوط هلیکوپتر در دریاچه رانکو درگذشت.
سیسیلیا مورل، همسر پینیرا (بانوی اول شیلی) سفیر برنامه زندگی سالم در شیلی است. برادر او خوزه پینیرا وزیر کار دوران آگوستو پینوشه است.

## نامزد محافظه‌کار
پینیرا نخستین نامزد محافظه‌کار بود که از زمان پایان حکومت نظامی آگوستو پینوشه بر شیلی در سال ۱۹۹۰ میلادی به قدرت رسید. از سال ۱۹۹۰ میلادی چپ‌گرایان قدرت را در این کشور برای ۲۰ سال در دست داشتند.

## پیروزی در انتخابات ریاست‌جمهوری ۲۰۱۸
بنا به آرای شمارش شده در دور دوم انتخابات شیلی در سال ۲۰۱۸ سباستین پینیرا به عنوان رئیس‌جمهور شیلی به قدرت بازگشت. مقامات انتخابات گفتند محافظه‌کار ۶۸ ساله که از سال ۲۰۱۰ تا ۲۰۱۴ رئیس‌جمهور شیلی بود با بیش از ۵۵ درصد آرا پیروز انتخابات بوده‌است. رقیب چپگرا و ۶۴ ساله وی سناتور «الخاندرو گایلیر» با پذیرش شکست این پیروزی را به رئیس‌جمهور پیشین تبریک گفت.
بر پایه قانون اساسی شیلی، روسای جمهوری نمی‌توانند دو دوره پشت هم رئیس‌جمهور باشند. اما امکان دوباره رئیس‌جمهور شدن را بعد از ایجاد فاصله بین دوره کاری، دارند.

## مرگ
سباستین پینیرا در ۶ فوریه ۲۰۲۴ بر اثر سقوط هلیکوپتر به دریای رانکو در جنوب شیلی جان خود را از دست داد. او هنگام مرگ ۷۴ سال داشت.